# Afrički kup nacija 2023.
Afrički kup nacija 2023. je 34. izdanje prvenstva Afrike u nogometu, koji organizira Afrička nogometna konfederacija (CAF). Domaćin je Obala Bjelokosti, drugi put nakon turnira 1984. godine. Senegal je branitelj naslova.
Prvotno je planirano da ovo izdanje turnira bude treće od 2019. koje će se održati tijekom ljeta na sjevernoj hemisferi, kako bi se smanjili sukobi rasporeda s europskim klupskim timovima i natjecanjima, međutim CAF je odgodio natjecanje za datume od 13. siječnja do 11. veljače 2024. zbog nepovoljnih ljetnih vremenskih uvjeta u Obali Bjelokosti, dok je zadržao izvornu godinu 2023. u nazivu. Ovo je uslijedilo nakon što je izdanje 2021. u Kamerunu također premješteno u zimsku sezonu na sjevernoj hemisferi iz sličnih razloga. 

## Maskota
Maskota natjecanja zove "akwaba", što znači "dobrodošli" na baoulé jeziku. Riječ je o slonu, simbolu Obale Bjelokosti. Njegova oprema podsjeća na reprezentativne boje Obale Bjelokosti.

## Stadioni
U rujnu 2017. Vlada Obale Bjelokosti raspisala je javni natječaj za mjesta održavanja natjecanja. To je uključivalo javni natječaj za renoviranje i proširenje postojećeg stadiona „Felix Houphouët Boigny” u Abidjanu i „Stade de la Paix” (Stadion mira) u Bouakéu, te izgradnju novih stadiona u Yamoussoukrou, kao i u gradovima Korhogo i San Pédro. Sva tri nova stadiona trebala su imati kapacitet od 20.000 sjedišta.
Osim obnove ili izgradnje stadiona, natječaj je uključivao i obnovu ili izgradnju objekata za trening u gradovima domaćinima: osam u Abidjanu i četiri u Bouakéu, Korhogu, Yamoussoukrou i San-Pédru te izgradnju 96 vila (pet soba po vili) u tim gradovima. 